# Hutovska tvrđava
Hutovska tvrđava, Hutovski grad, Hadžibegov grad ili samo Grad je tvrđava u istočnoj Hercegovini, općina Neum.

## Smještaj
Nalazi se uskoj cesti iz Hutova prema Neumu, podno planine Žabe, zapadno na brdu od Hutova. Smješten je na strateškom mjestu, na vrhu prijelaza, kuda su prolazile karavani soli iz Stona prema unutrašnjosti.

## Naziv
Ime Hadžibegov grad je u spomen na zadnjeg gospodara ovog grada Hadžibega Rizvanbegovića, no taj je naziv netočan.

## Arhitektura
Sazidana je u obliku nepravilna višekuta (u osnovi peterokuta). Na svakom je uglu kula (ukupno devet, od čega osam različite osnovice) Pod svakom je kulom u podzemnom dijelu mala prostorijica s prozorčićem u kojoj čovjek jedva može stati i to samo u uspravnom položaju, zbog čega se pretpostavlja da se vjerojatno radi o samicama. Zidine su tvrde i visoke. Unutar grada je prostrana zaravan. Grad se u osnovi pruža u pravcu istok-zapad. Dužine je oko 70 m, a širine od oko 50 m na istočnom dijelu do 30 m na zapadnom dijelu. Bedemi su izgrađeni tako da se mogao braniti svaki djelić grada vatrenim oružjem. Sedam kula je djelimice, a dvije u potpunosti izbačene iz platna bedema. Jugoistočna, jugozapadna i zapadna kula (ima tamnicu) su masivne dvorazinske građevine, okrugla tlocrta, s puškarnicama na oba nivoa. Kule četverokutna tlocrta su ulazna kula, kula na lomu između sjevernog i zapadnog zida, sjeverozapadna kula i izbačena kula u sredini istočnog bedema. 
Glavni ulaz je bio s južne strane, zbog čega je ondje bila još jedna kula, poluizbačena položaja, koja je s vanjske strane zidina bila polukružna, a s unutarnje ravna. Prozora i dovratnika bilo je malo i svi su bili od monolitnih kamenih greda. Uz istočni bedem nekad je bio niz od sedam prostorija, između kojih je bila hodna linija osim na SZ kutu. Mnoge od puškarnica imale su kamene poklopce koje su ih skrivale s vanjske strane. Istočne zidine imale su pet manjih prizemnih prostorija i dvije na kat, s ulazom iz dvorišta ili kroz druge prostorije, a unutar njih niše. Pretpostavlja se da je ondje živjela posada. Sjeverni kraj tog niza završava malim četverokutnim prostorom na kojem su bila četiri visoka i uska tornja kojima do danas nije ustanovljena svrha.
Glavni ulaz bio je na južnom zidu. Ulazilo se kroz četverokutnu kapi kulu. Vanjski je ulaz bio na zapadnom zidu, a unutarnji ulaz, polukružna svoda, u platnu južnog bedema. Sporedni ulaz bio je nasuprot glavnom ulazu, na sjevernom zidu.
Obrambeni sustav pojačavao je jarak koji je još početkom 20. stoljeća bio vidljiv kod južnog i zapadnog zida.
- Glavni ulaz
- Sjeverozapadna kula
- Središnja kula
- Bunar
- Četiri tornja

Vodoopskrba je riješena tako što je unutar grada bio jedan bunar koji se nalazio u sjeveroistočnom kutu te jedna cisterna jugozapadno od glavne kule, a jedna cisterna bila je izvan zidina. Cisterne su slične građe kao one u Stjepangradu u Blagaju na Buni.
U središtu tvrđave je velika kružna dvokatna kula. Središnja je kula dobro utvrđena, čvrsto ozidana. Vrlo je slična Kuli Norinskoj blizu Metkovića.
Na raznim mjestima u gradu nalazile su se kamene ploče visine 1-0,5 m, širine oko pola metra i četvrt metra debele, na kojima su bila uklesana neka od imena za Alaha: Muktedir=Svemogući, Mu’in=koji pomaže u svakoj prilici, Ehad=Jedini, Fettah=Pobjednik, Hafiz=Svedržitelj, Baki=Vječnii Ja Baki ve Kadim=O Vječni, i Jedini (ploča sadrži hidžretsku godinu 1221. godina (1806.) te ploča s natpisom Džumazi 1211=1796. godina. Dio ploča otpao je potkraj 19. stoljeća, a ostatak u 20. stoljeću. Sačuvane ploče prenesene su u Lapidarij uz Zavičajnu kuću u Hutovu.

## Povijest
Ovdje nisu vršena arheološka istraživanja. 
Grad datira iz rimskih vremena. Znanstvenici pretpostavljaju da je ovdje u rimsko doba vjerojatno bila neka rimska stražarnica koja je nadzirala cestu kroz Hutovo. Vjerojatno je poslije na istom mjestu u srednjem vijeku kakva manja kula koja je imala kakvu-takvu funkciju. Na važnosti je dobila u mletačko-turskim ratovima, a u mirnodopsko vrijeme bila je važna kao mjesto prijama karavana.
Prema tradiciji, gradnja hutovske tvrđave je u svezi s Mlečanima. Nakon što su grad zauzeli Osmanlije, utvrđeni grad dodatno je utvrđen. Hadži-beg ga je temeljito dogradio i obnovio. Dodao je neke stambene objekte u obliku kule, dok je u podnožju sjeverozapadne kule uredio tamnicu. Osmanlije su ga opremili s tri topa i postavili u nj posadu vojnu posadu od 70 vojnika. Zadnji je gospodar Hutova bio Hadžibeg Rizvanbegović, brat Ali-age Rizvanbegovića. U njihovom međusobnom ratu poginuo je Hadžibeg 1832. godine (po nekim tvrdnjama 1830. ). Iste je godine ukinuta Hutovska kapetanija. Smrću Hadži-bega tvrđava je izgubila na važnosti, ali su Turci u njoj i dalje držali posadu. Tvrđava je stajala nauzgor sve hercegovačkoga ustanka protiv osmanske vladavine 1875. godine. Tada su ga ustanici dobro oštetili i zapalili. Po izbijanju ustanka, osmanska je vojska zaposjela utvrdu, a uskoro su zaredali ustanički napadi na nju. Ustanike je vodio don Ivan Musić. U jednom od napada na grad je bačena vatra te je izgorilo sve što je bilo od drveta. Tijekom ustanka grad je napušten.

## Namjena hutovske tvrđave danas
Zbog velike unutarnje zaravni pogodna je za pozornicu pod vedrim nebom. Društvo prijatelja starina Hutovo u više je navrata u Hutovskome gradu priredilo nastupe folklornih skupina.

## Zaštita
Zemaljski muzej u Sarajevu 1969. počeo je s obnovom. 
Hutovski grad predložen je za upis u nacionalne spomenike BiH. Danas je zapušten i neiskorišten.
Odlukom Komisije za očuvanje nacionalnih spomenika BiH na sjednici održanoj od 4. do 10. svibnja 2004, povijesno područje – Hutovski grad (Hadžibegov grad) u Hutovu proglašeno je nacionalnim spomenikom. Objekti koji su nacionalni spomenik su tvrđava i pokretni nalazi – tri ploče smještene u lapidariju Zavičajne kuće u Hutovu.